# Praga (Varsavia)
Praga è una frazione storica di Varsavia, la capitale della Polonia. Si trova sulla riva destra della Vistola. Fu menzionata per la prima volta nel 1432, e fino al 1791 era una città separata dall'attuale capitale.

## Storia

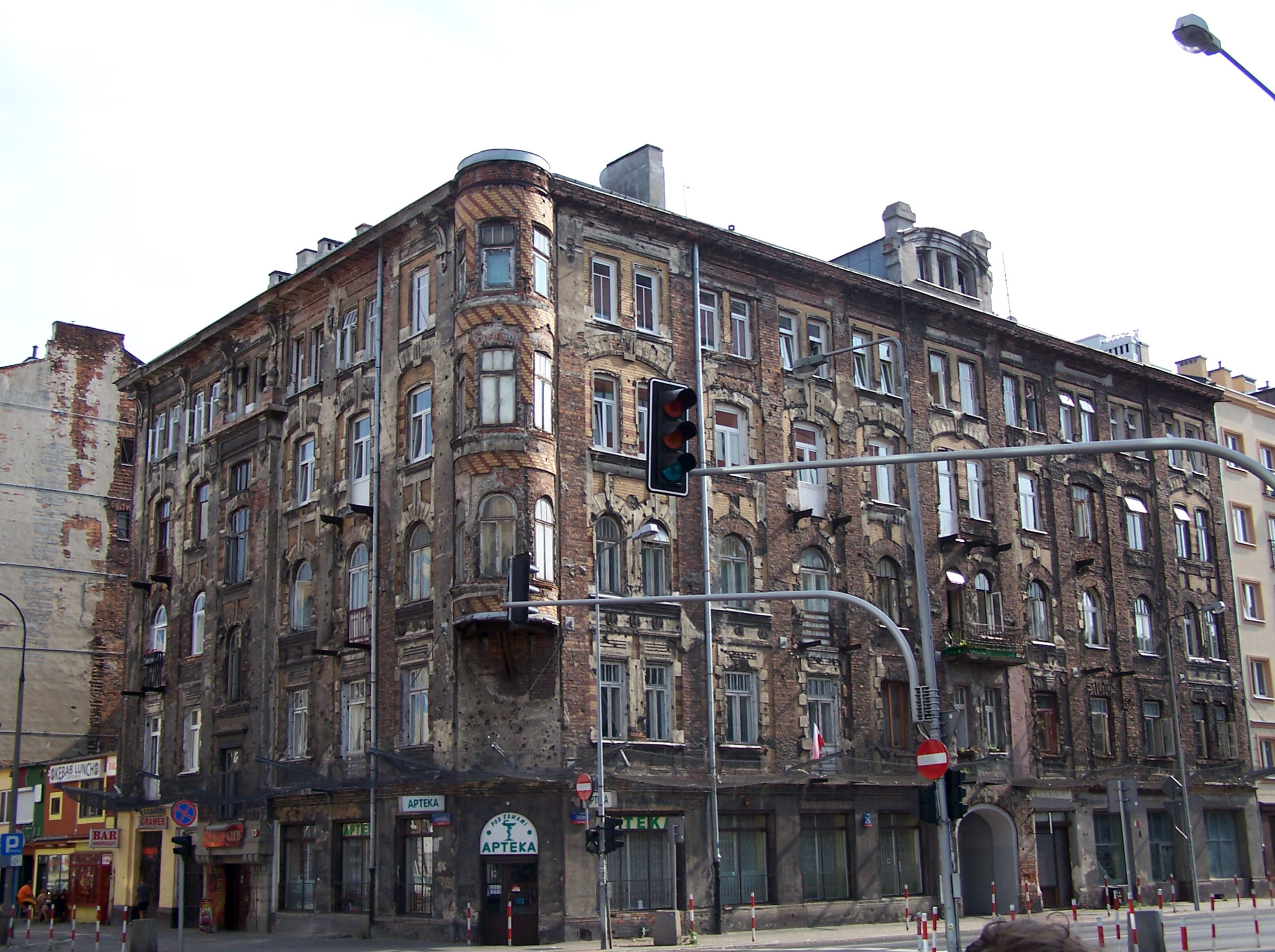
Edificio nella strada Kamienica pod Sowami (foto del 2010) con edificio danneggiato durante la Seconda guerra mondiale (balconi precipitati, segni di armi da fuoco e incendi

La Praga storica era un piccolo insediamento situato sulla riva destra della Vistola, direttamente affacciata sulle città di Varsavia e Mariensztat; oggi fa parte della capitale. Il nome deriva da una parola polacca, prażyć, che significa bruciare o arrostire, poiché la foresta che esisteva sull'attuale area della città fu bruciata per far posto alla frazione. Separata da Varsavia dal fiume, Praga si sviluppò separatamente dalla vicina città; a causa di questo il 10 febbraio 1648 il re Ladislao IV Vasa concesse a Praga lo status di città. Tuttavia, essendo principalmente costruita in legno, la città fu ripetutamente distrutta da incendi, ondate di piena e eserciti stranieri. Attualmente, l'unico monumento storico che risale a quest'epoca è la Cappella di Nostra Signora di Loreto.

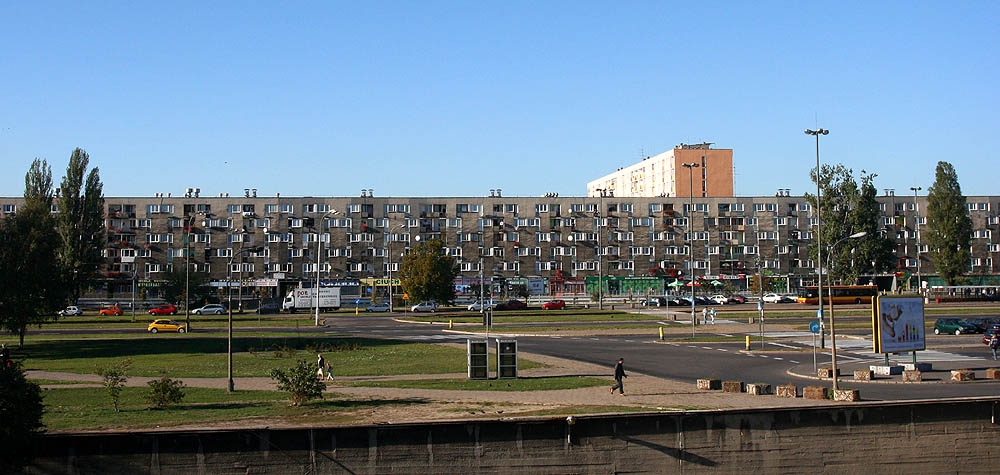
L'attuale Praga, con gli edifici residenziali

Falliti i numerosi tentativi di costruire un ponte permanente attraverso il fiume, Praga rimase un'entità separata dalla vicina capitale per tutto il XVIII secolo. Le comunicazioni tra le due città avvenivano con traghetti privati e, in inverno, transitando sul ghiaccio. Infine, nel 1791, durante il regno di Stanislao II Augusto Poniatowski, Praga fu unita a Varsavia come frazione. Diversamente dalle parti occidentali della città, durante la seconda guerra mondiale Praga non fu rasa al suolo, pertanto nel periodo della ricostruzione fu sede di numerosi ministeri e uffici pubblici. Tuttavia numerosissimi edifici portano ancora ben visibili sulla facciata i segni del combattimento (balconi distrutti, segni di armi da fuoco, pareti bruciate). Nel periodo in cui fu in vigore il patto Hitler-Stalin sullo smembramento della Polonia, avendo stabilito come linea di demarcazione la linea dei fiumi Narew-Bug-Vistola-San la frazione tornò ad essere comune autonomo per poi essere riunita a seguito dell'Operazione Barbarossa.
La frazione è dal 1992 sede di una propria diocesi, distinta dall'arcidiocesi di Varsavia e denominata diocesi di Varsavia-Praga. Vi sorge la cattedrale di San Floriano, sede della diocesi.

## Geografia antropica

### Suddivisioni amministrative
Attualmente Praga è divisa nelle seguenti frazioni:
- Praga Północ (Praga nord)
- Praga Południe (Praga sud)

Praga Południe e Praga Północ includono:
- Saska Kępa
- Grochów
- Szmulki
- Gocław
- Kamionek

In senso più largo del termine, tutte le aree di Varsavia situate sulla riva destra della Vistola sono conosciute con il termine collettivo di Praga. Oltre alla storica Praga, sono incluse queste frazioni:
- Białołęka
- Rembertów
- Targówek
- Wawer
- Wesoła